# Leica Digilux 3
Leica Digilux 3 — цифровой зеркальный фотоаппарат, представленный фирмой Leica Camera (Германия) 14 сентября 2006 года.

## Описание
В Японии с 2006 года выпускается конструктивно аналогичная камера Panasonic Lumix DMC-L1. Крепление объективов к фотоаппаратам — Байонет 4/3, размер матрицы 17,3 × 13 мм, 7,4 миллиона пикселей (3136 × 2352), кроп-фактор 2.
Обе камеры комплектуются штатным объективом с переменным фокусным расстоянием Leica Elmarit 14-50 мм f/2,8-3,5 с оптическим стабилизатором изображения и Leica Summilux 25 мм f/1,4.
Фотоаппараты имеют отдельные органы управления выдержкой и диафрагмой, что редко встречается на цифровых зеркальных фотоаппаратах.
Leica Digilux 3 имеет иное, чем Lumix DMC-L1 встроенное программное обеспечение. К камерам прилагается пакеты программ Adobe Photoshop Elements и Quicktime. Дизайн «Лейки» разработан фирмой Achim Heine, Берлин, электроника изготовлена в Японии фирмой Matsushita и Olympus.
Выпущено всего 13 тыс. 300 экз. Leica Digilux 3.

## Технические характеристики
- Фотографический затвор — фокальный.
- Светочувствительность матрицы 100—1600 ISO.
- Видоискатель зеркальный с призмой Порро, увеличение окуляра 0,93×, а также электронный видоискатель.
- Выдержки от 1/4000 до 60 сек и «выдержка от руки» до 8 минут.
- Фотовспышка встроенная, с возможностью создавать как отражённое от потолка освещение (удобно для съёмки портретов) так и прямое. Имеется центральный синхроконтакт для установки дополнительной внешней вспышки. Выдержка синхронизации 1/160 сек.
- Экспозамер заобъективный: матричный, точечный и центрально-взвешенный; 49 зон при использовании зеркального видоискателя и 25 зон при использовании электронного видоискателя.
- Режимы работы автоматики: P программный автомат; A приоритет диафрагмы; S приоритет выдержки; M ручное управление.
- Автофокусировка трёхточечная, фазовый автофокус, режимы: AFS, AFC, MF.
- Баланс белого цвета: авто, дневной свет, облачно, тень, освещение лампами накаливания, фотовспышка. Возможность настройки камеры под цветовую температуру от 2500 K до 10000 K (31 регулировочная ступень). Возможна настройка камеры для создания спецэффектов: синий, янтарный, «под фуксин», зелёный.